# Varanes (cônsul em 410)
Varanes foi um oficial romano de provável origem persa do final do século IV e começo do século V, ativo durante o reinado dos imperadores Teodósio I (r. 378–395), Honório (r. 395–423) e Teodósio II (r. 408–450).

## Vida
Diz-se que Varanes era filho de um indivíduo famoso, provavelmente um dos persas que entraram no serviço romano no século IV. Em 393, estava na corte de Constantinopla e parece que reteve ofício. A julgar por sua carreira posterior, pode ter acompanhado Teodósio ao Ocidente em 394 em sua guerra contra o usurpador Eugênio (r. 392–394) e lá permaneceu, após a morte do imperador, sob seu filho e sucessor Honório.
Em 408, após a morte de Estilicão (22 de agosto), foi nomeado mestre da infantaria, mas pouco depois seu ofício foi dado ao mestre da cavalaria Turpilião. No ano seguinte, estava novamente em Constantinopla, onde provavelmente recebeu o ofício de mestre dos soldados na presença. Nesta ocasião, durante a administração do prefeito urbano Monáxio, suprimiu uma revolta popular causada por uma escassez de alimentos com colaboração de Arsácio e Sinésio.
Ele foi nomeado cônsul para o ano 410, sem colega. Naquela ano, Roma estava sitiada pelos visigodos do rei Alarico I (r. 395–410), que depois a saqueou. O usurpador Prisco Átalo escolheu Tértulo como cônsul, mas nem o imperador ocidental Honório, nem a corte oriental de Teodósio II (r. 408–450) reconheceram-o.